# Hermanas Auxiliadoras de las Almas del Purgatorio
La Congregación de Hermanas Auxiliadoras de las Almas del Purgatorio (oficialmente en latín: Congregatio Sororum Auxiliatricum animarum Purgatorio y en polaco: Zgromadzenie Sióstr Wspomożycielek Dusz Czyśćcowych) es una congregación religiosa católica femenina de vida apostólica y de derecho pontificio, fundada por la religiosa polaca Wanda Olędzka, en Zakroczym (Polonia), en 1890. A las religiosas de este instituto se les conoce como hermanas auxiliadoras de Polonia y posponen a sus nombres las siglas W.D.C.

## Historia

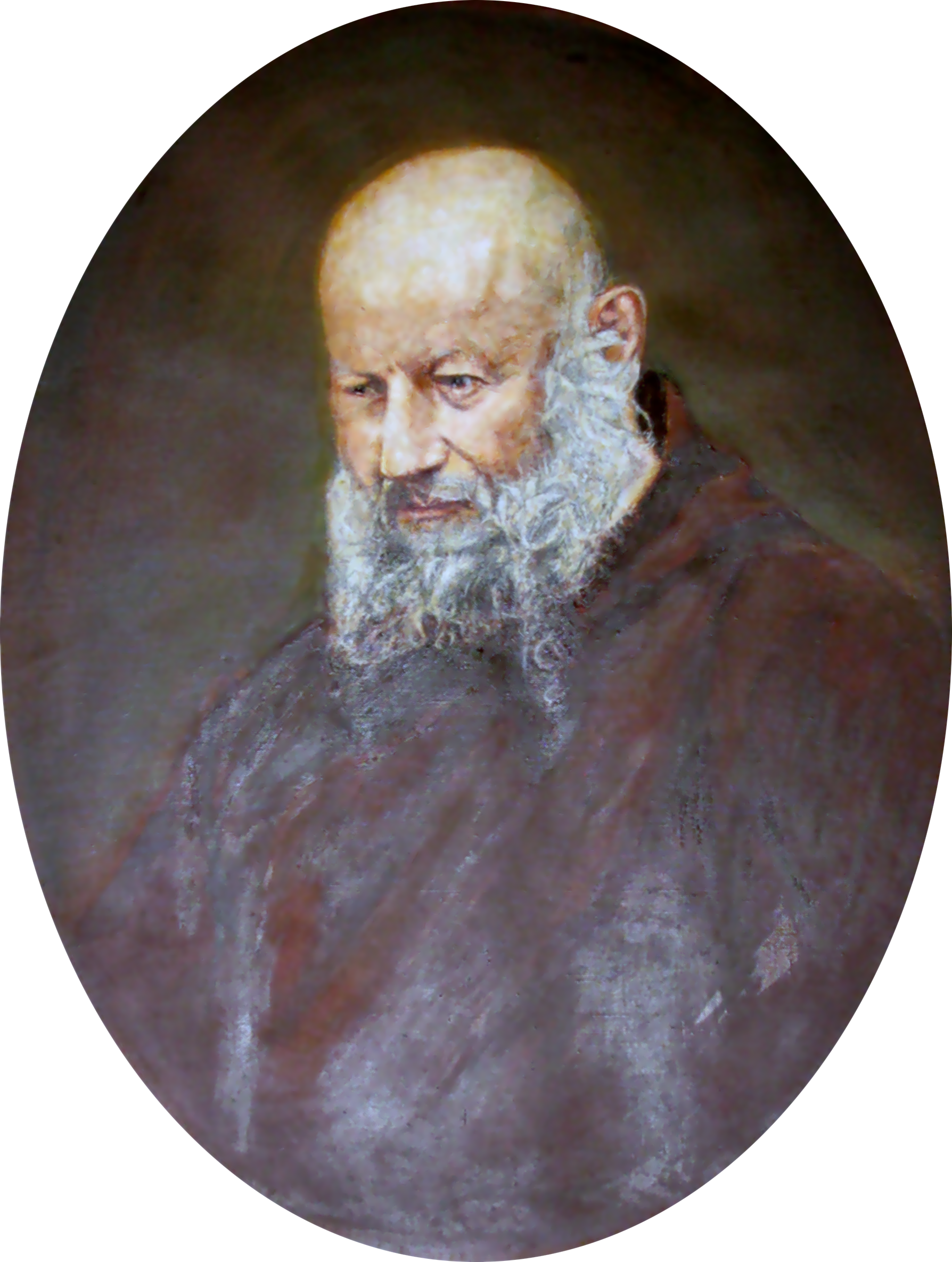
Honorat Koźmiński (1829-1916), uno de los fundadores de la congregación.

Wanda Olędzka, con la ayuda del religioso capuchino Honorat Koźmiński, conocido por ser el fundador de numerosas congregaciones religiosas, fundó hacia 1890, en Zakroczym (Polonia), una compañía de mujeres, que tenía como finalidad salvar las almas del purgatorio a través de las obras de misericordia espirituales y corporales, según el modelo de la congregación homónima, fundada por María de la Providencia en Francia (1856). Wanda debió abandonar el instituto a causa de la enfermedad de tifo que la aquejaba. Debido a esto, Koźmiński asume la responsabilidad del mismo, dejando la dirección en manos de Natalia Nitosławska (considerada cofundadora), quien trasladó la casa madre a Nowe Miasto.
El instituto recibió la aprobación diocesana en 1930 y a mediados del siglo XX el reconocimiento de la Santa Sede.

## Organización
La Congregación de Hermanas Auxiliadoras de las Almas del Purgatorio es un instituto religioso centralizado, cuyo gobierno lo desempeña la superiora general coadyuvada de consejo, elegida para un periodo de seis años. La sede central se encuentra en Sulejówek (Polonia).
Las hermanas auxiliadoras se dedican a las obras de misericordia, especialmente al servicio de los marginados y al anuncio del Evangelio, en sufragio de las almas del purgatorio, viven según la Regla de san Francisco, forman parte de la familia capuchina y su espiritualidad es fundamentalmente franciscana.
En 2015, la congregación contaba con unas 73 religiosas y 15 comunidades, presentes en Alemania, Letonia, Lituania y Polonia.